# Eparhia Greco-Catolică de Nyíregyháza
Eparhia Nyíregyháza (în maghiară Nyíregyházi egyházmegye, în latină Eparchia Nyiregyhazana) este o eparhie greco-catolică sufragană din Ungaria. A fost fondată de papa Francisc pe 19 martie 2015 ca eparhie sufragană (subordonată) Arhieparhiei de Hajdúdorog, în cadrul Bisericii Greco-Catolice Maghiare.
Eparhia de Nyíregyháza are jurisdicție asupra credincioșilor greco-catolici de pe teritoriul județului Szabolcs-Szatmár-Bereg.

## Structură

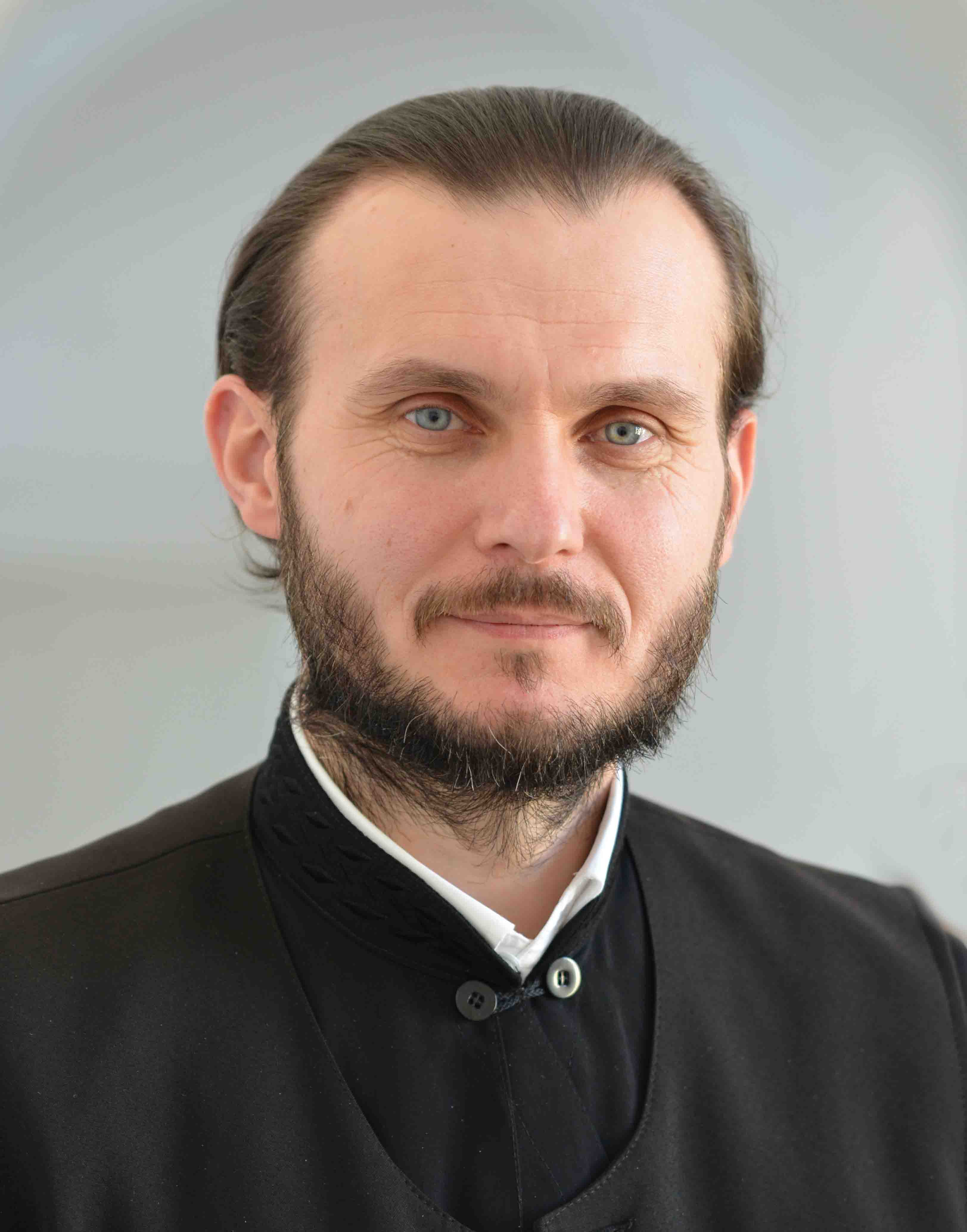
Ábel Szocska, episcopul de Nyíregyháza

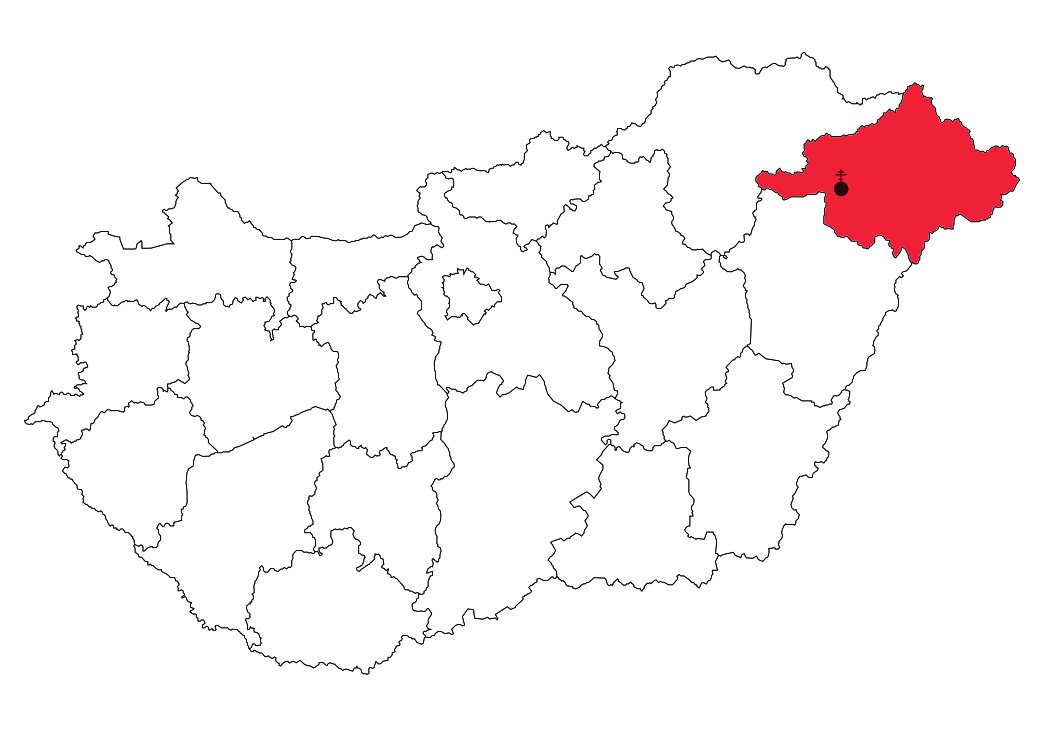
Teritoriul actual al Eparhiei de Nyíregyháza

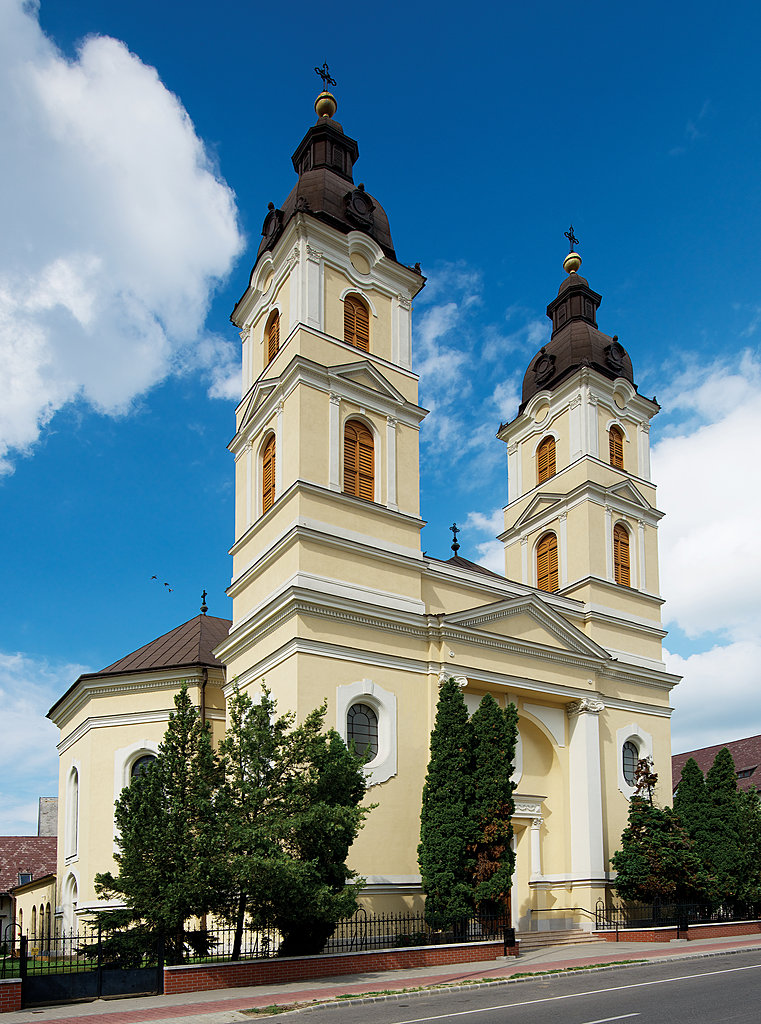
Catedrala „Sfântul Nicolae” din Nyíregyháza

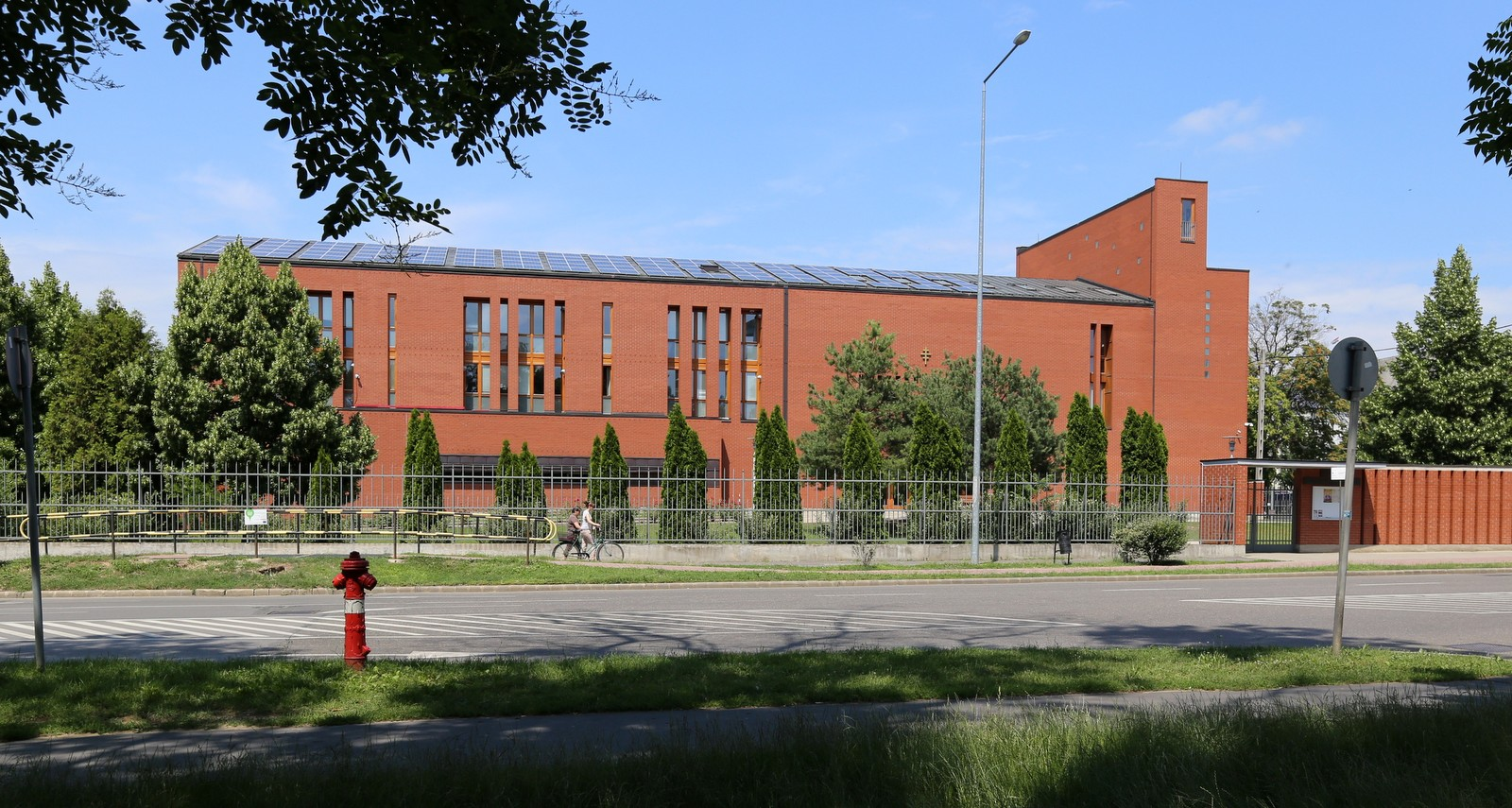
Facultatea de Teologie Greco-Catolică „Szent Atanáz” (Sfântul Atanasie) din Nyíregyháza

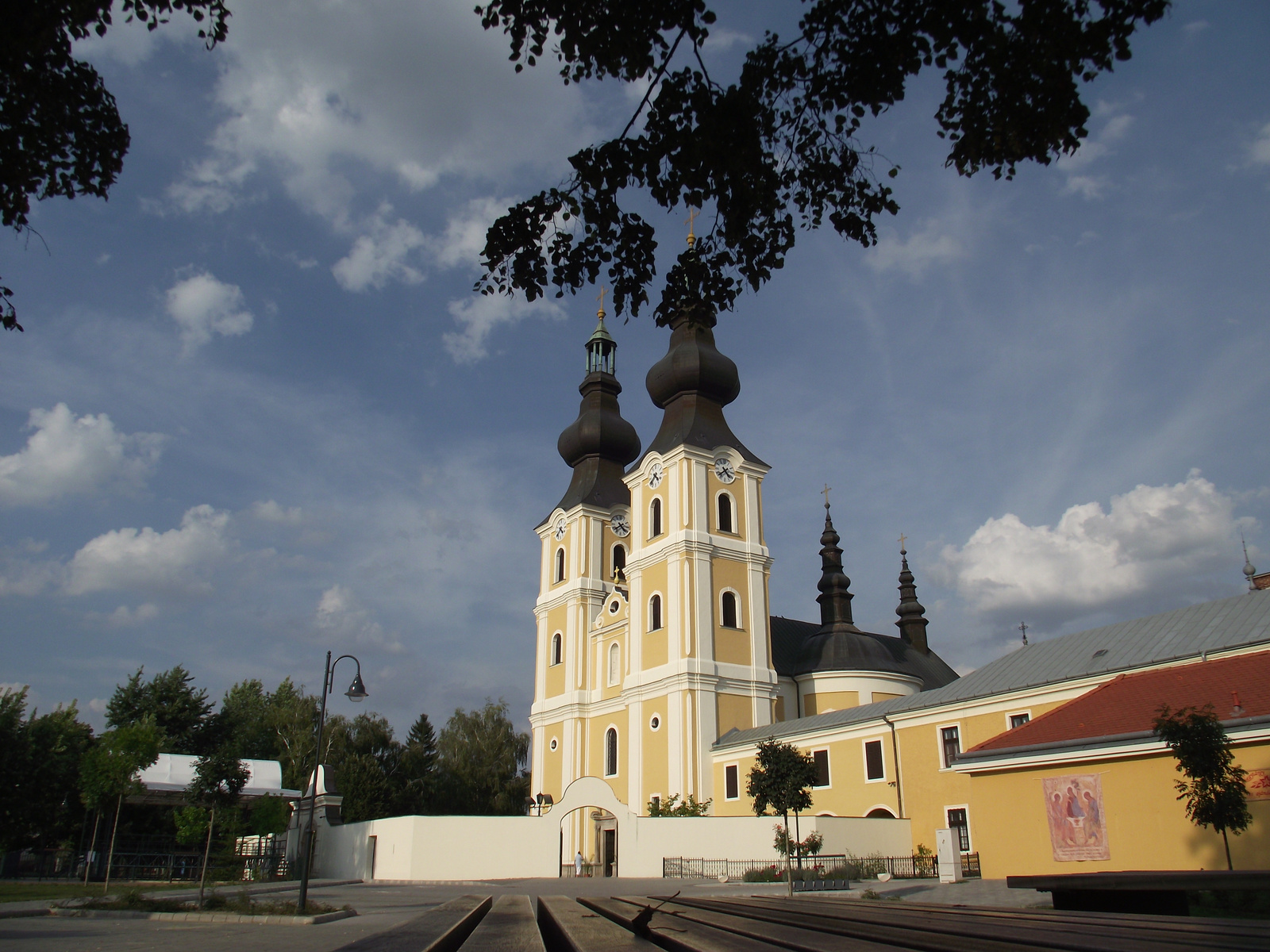
Bazilica din Máriapócs

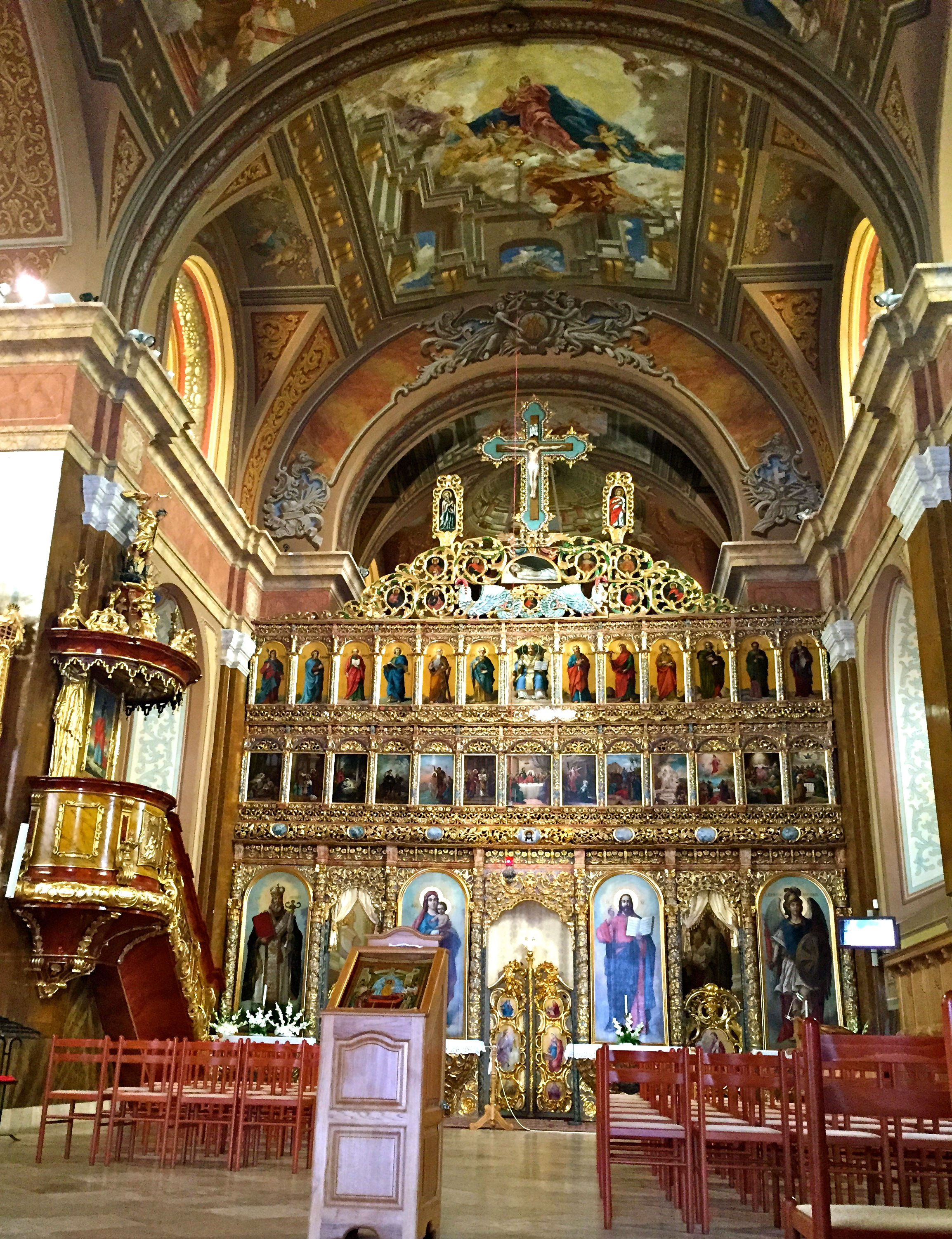
Iconostasul Bazilicii din Máriapócs

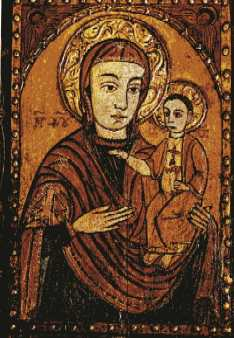
Maica Domnului de la Pócs

### Episcopi
Au păstorit această eparhie:
- 2015: Atanáz Orosz, administrator apostolic între 30 martie și 31 octombrie 2015
- 2015-: Ábel Szocska, administrator apostolic din 31 octombrie 2015, din 7 aprilie 2018 episcop de Nyíregyháza

### Parohii
1. Protopopiatul Szabolcs
  1. Balkány
  2. Bököny
  3. Érpatak
  4. Kálmánháza
  5. Nyírbéltek
  6. Nyírgelse
  7. Nyírlugos
  8. Penészlek
  9. Tiszavasvári
  10. Újfehértó
2. Protopopiatul Szatmár
  1. Baktalórántháza
  2. Bátorliget
  3. Beregdaróc
  4. Csegöld
  5. Csenger
  6. Csengerújfalu
  7. Fábiánháza
  8. Fehérgyarmat
  9. Hodász
  10. Hodász II.
  11. Jánkmajtis
  12. Kántorjánosi
  13. Kántorjánosi II.
  14. Kölcse
  15. Levelek
  16. Mátészalka
  17. Nagydobos
  18. Napkor
  19. Nyírcsaholy
  20. Nyírcsászári
  21. Nyírkarász
  22. Nyírkáta
  23. Nyírmada
  24. Nyírparasznya
  25. Nyírtass
  26. Nyírtét
  27. Ópályi
  28. Pátyod
  29. Petneháza
  30. Porcsalma
  31. Rozsály
  32. Sényő
  33. Vásárosnamény
3. Protopopiatul Catedralei
  1. Ajak
  2. Anarcs
  3. Aranyosapáti
  4. Balsa
  5. Biri
  6. Buj
  7. Demecse
  8. Gávavencsellő
  9. Kállósemjén
  10. Kisléta
  11. Kisvárda
  12. Kótaj
  13. Mándok
  14. Máriapócs
  15. Mezőladány
  16. Nagyhalász
  17. Nagykálló
  18. Nyírbátor
  19. Nyírbogát
  20. Nyíregyháza
  21. Nyíregyháza - Borbánya
  22. Nyíregyháza - Jósaváros
  23. Nyíregyháza - Kertváros
  24. Nyíregyháza - Nyírszőlős
  25. Nyíregyháza - Oros
  26. Nyíregyháza - Örökösföld
  27. Nyíregyháza - Rózsrétszőlő
  28. Nyíregyháza - Sóstóhegy
  29. Nyírgyulaj
  30. Nyírlövő
  31. Nyírpazony
  32. Nyírtelek
  33. Nyírtura
  34. Nyírvasvári
  35. Piricse
  36. Szabolcsveresmart
  37. Timár
  38. Tiszaeszlár
  39. Tornyospáca
  40. Záhony